# Марценюк Володимир Вікторович
Володи́мир Ві́кторович Марценю́к (26 вересня, 1954, Вінниця) — київський художник, що народився в м. Вінниця, згодом переїхав вчитися і жити до Києва.
Закінчив Республіканську Художню Школу ім. Тараса Шевченка та Національну академію образотворчого мистецтва і архітектури. Член Національної спілки художників України.

## Стилі та напрямки
В період 1980—1990 років в його роботах домінували сюрреалістичні, складні, глибокі ідеї та форми.
1990—2000 — з'являється тематика реалістичних натюрмортів. Тонка, висококласна опрацьованість деталей; розумні, яскраві, цікаві композиції; предмети майже дихають і рухаються; ми підсвідомо відчуваємо їх енергетику.
Після 2000 року напрямок творчості Володимира Марценюка знов трансформується, тепер на реалізм, часом навіть гіпер-реалізм. В його арсеналі з'являється більше пейзажів. Ми бачимо життя через красу природи, її настрій та почуття.
Творчість Володимира Марценюка багатогранна, неочікувана, свіжа. Його сюжети вражають глибиною та елегантністю, здається, звичайних предметів. Через його бачення світ навколо набирає нового, складнішого та цікавішого значення.
Роботи знаходяться в колекції Українського Музею Сучасного Мистецтва, а також в численних приватних збірках та галереях США, Голландії, Ізраїлю, Швеції та Великої Британії.
Зараз Володимир Марценюк бере участь у Всеукраїнській Триєнале Живопису Київ-2010.
Дружина: художник-імпресіоніст Ніна Марценюк.

## Посилання